# چشم‌بندان

صفحه آخر روزنامه شرق مورخه چهارم مهر ۱۳۹۱، حاوی کاریکاتور چشم‌بندان

چشم‌بندان نام کاریکاتوری از هادی حیدری است که سبب توقیف چهارم روزنامه شرق شد. در این کاریکاتور افرادی در یک صف ایستاده و برای یکدیگر چشمبند می‌بندند. اصولگرایان ایران آن را توهین به اقدام رزمندگان ایران قلمداد کرده‌اند که در زمان جنگ ایران و عراق سربند یکدیگر را می‌بستند. هادی حیدری طراح این کاریکاتور توضیح داده که هرگز قصد چنین توهینی نداشته‌است.
هادی حیدری در گفتگویی گفته است: «منظور من از کشیدن این کاریکاتور به هیچ وجه پیامی نبوده که نمایندگان مجلس برداشت کرده‌اند. من می‌خواستم جهل را از طریق کشیدن افرادی که در روز روشن چشم بند به صورت خود می‌گذارند نشان دهم.» او با اشاره به شاخصه‌هایی که در یک تصویر باید نشان دهندهٔ یک رزمنده باشد، گفت: «کاریکاتور من هیچ‌کدام از شاخصه‌های رزمندگان دوران جنگ را ندارد. رزمنده یونیفرم و لباس خاصی دارد و باید در لوکیشن خاصی قرار بگیرد.»
همچنین مهدی رحمانیان، مدیر مسئول روزنامه نیز ضمن رد ادعای توهین، دربارهٔ اهداف کسانی که به این طرح اعتراض کرده‌اند گفت: «در واکنشی که به این طرح صورت گرفته من فکر می‌کنم افراد دو دسته هستند. دسته اول کسانی هستند که ناخواسته چنین برداشتی کردند و نیتی هم ندارند و من با اینکه عرض کردم به هیچ وجه چنین قصد و منظوری از آن طرح نداشتیم؛ اما از این افراد عذرخواهی می‌کنم. …اما دسته دوم به دنبال تسویه حساب هستند که با آنها نمی‌توان حرف زد و انشالله خداوند همه ما را به راه راست هدایت کند.».